# Oligota adpropinquans
Oligota adpropinquans är en skalbaggsart som beskrevs av Sharp 1908. Oligota adpropinquans ingår i släktet Oligota och familjen kortvingar. Inga underarter finns listade i Catalogue of Life.